# Raymond Aimos
Pour les articles homonymes, voir Caudrilliers.
Raymond Arthur Caudrilliers, dit Raymond Aimos ou Aimos, est un acteur français, né le 28 mars 1891 à La Fère (Aisne) et mort le 20 août 1944 dans le 10e arrondissement de Paris.
Aimos a été l'un des plus populaires seconds rôles de l'âge d'or du cinéma français de l'entre-deux-guerres.

## Biographie
Malgré un avenir tout tracé dans l'horlogerie-bijouterie de son père, Raymond Caudrilliers préfère le spectacle et devenir artiste lyrique sous le nom d'« Aimos ». Selon la légende, il aurait débuté au cinéma à 12 ans, dans un film de Georges Méliès.
Officiellement, il débute dans un film muet de 1910 Pendaison à Jefferson City de Jean Durand.
Mobilisé en 1914, il est très marqué par les combats de la bataille de Verdun, entre 1916 et 1918 : bien plus tard, en 1930-31, il participera au film de Raymond Bernard, Les Croix de bois, où il témoignera à sa manière de sa situation de « poilu ». Aimos restera 4 ans dans les tranchées.
Quand Aimos deviendra un acteur populaire, il restera toujours modeste, n'affichant jamais un seul signe extérieur de richesse. Marqué par le Front, et l'esprit de camaraderie qui régnait dans les tranchées, il ne l'oubliera jamais, et pour lui, la vraie richesse sera à trouver en ayant des rapports humains, comme avoir de bons copains, par exemple.

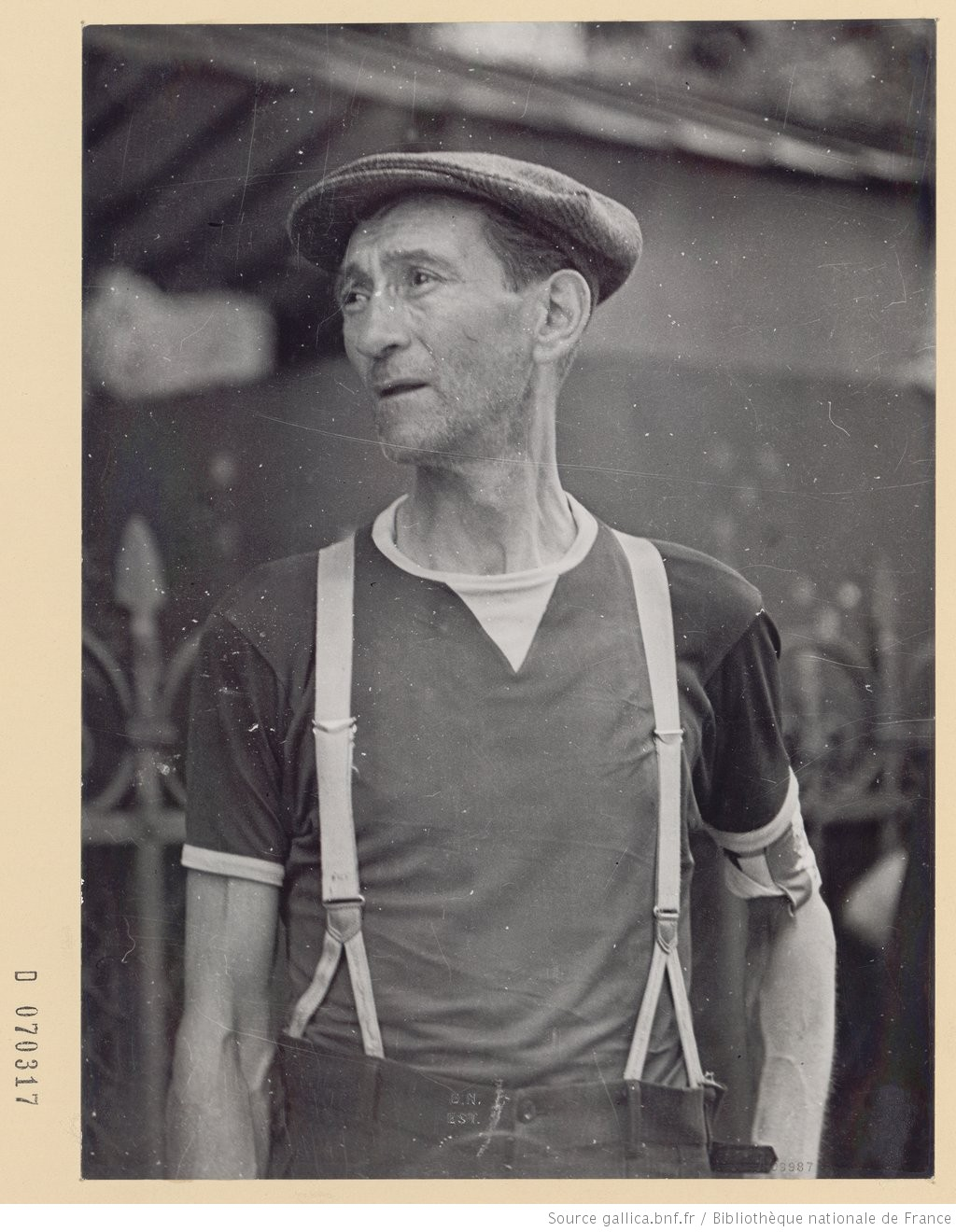
Aimos, rue de Rivoli le 20 août 1944, jour de sa mort lors de la libération de Paris.

Sa gouaille de titi parisien et sa silhouette dégingandée lui offrent des rôles mémorables : « La ficelle » dans Chéri-Bibi de Léon Mathot avec Pierre Fresnay, « Quart Vittel » dans Le Quai des brumes de Marcel Carné, « Marche toujours » dans La Route enchantée, « Dix de der » dans Titin des Martigues, « Cupidon » le clochard aux côtés de Raimu dans Monsieur La Souris, « Raymond le raccourci » dans Le mort ne reçoit plus de Jean Tarride et bien sûr « Tintin » dans La Belle Équipe de Julien Duvivier avec Jean Gabin et Charles Vanel.
Durant les années 1930, jusqu'au milieu des années 1940, Aimos était un acteur si populaire, que souvent, des cinéphiles choisissaient un film, au cinéma, du simple fait que son nom apparaissait à l'affiche, même s'il avait un second rôle.
Pendant la Seconde Guerre mondiale, il organise un grand nombre de collectes et de distribution de repas en faveur des plus démunis ou des prisonniers de guerre.
Les circonstances exactes de sa mort ne sont pas connues avec précision. Caporal FFI appartenant au mouvement de résistance Libération Nord, on sait seulement avec certitude qu'il a été abattu à la libération de Paris près de la Gare du Nord dans le Xe arrondissement, et qu'il a été déclaré mort à l'hôpital Saint-Louis,. Aimos sera pris en photo le jour même de sa mort, le 20 août 1944, avec le brassard FFI à son bras gauche.
Selon Bertrand Mathot et la presse de l'époque, Raymond Aimos était avec trois autres personnes à bord d'une Citroën Traction Avant des FFI lorsque le véhicule a été mitraillé par les Allemands, lors de l'insurrection de Paris, et a fini sa course devant le café le Cadran du Nord à l'angle du boulevard Magenta et de la rue rue Saint-Vincent-de-Paul qui mène à l'hôpital Lariboisière, On ne sait pas exactement si leur voiture a été interceptée par un convoi militaire allemand ou s'il s'agit d'une riposte des militaires à une attaque délibérée de leur convoi par les occupants du véhicule FFI.

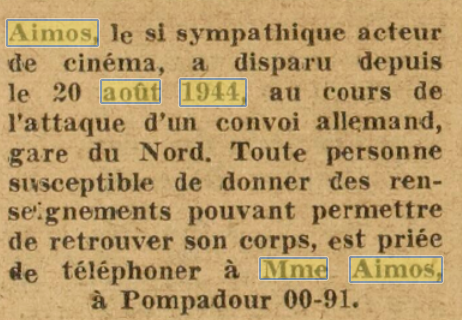
Annonce pour rechercher le corps d'Aimos

Dans la confusion et la précipitation, les corps sont extraits du véhicule et transportés à la morgue de l'hôpital Saint-Louis sans que les familles en aient été informées. Ainsi pendant plus d'une semaine, Renée Lefèvre, la compagne d'Aimos, sera laissée sans aucune nouvelle et devra lancer un appel à témoins dans la presse pour pouvoir enfin localiser et récupérer le corps de son conjoint.
Les obsèques ont lieu le 8 septembre suivant en l'église Saint-Antoine-des-Quinze-Vingts en présence d'une foule de plus de 2 000 personnes. Un détachement de FFI y présente les armes, ce qui confirme qu'Aimos faisait bien partie de leur réseau de résistance.
Mort à l'âge de 53 ans, Aimos était divorcé depuis le 7 juillet 1922 de Rosa Kapuralich-Martinich, une artiste italienne d'origine croate qu'il avait épousé quelques mois auparavant, et de Madeleine Pauline Botté depuis le 20 décembre 1938.

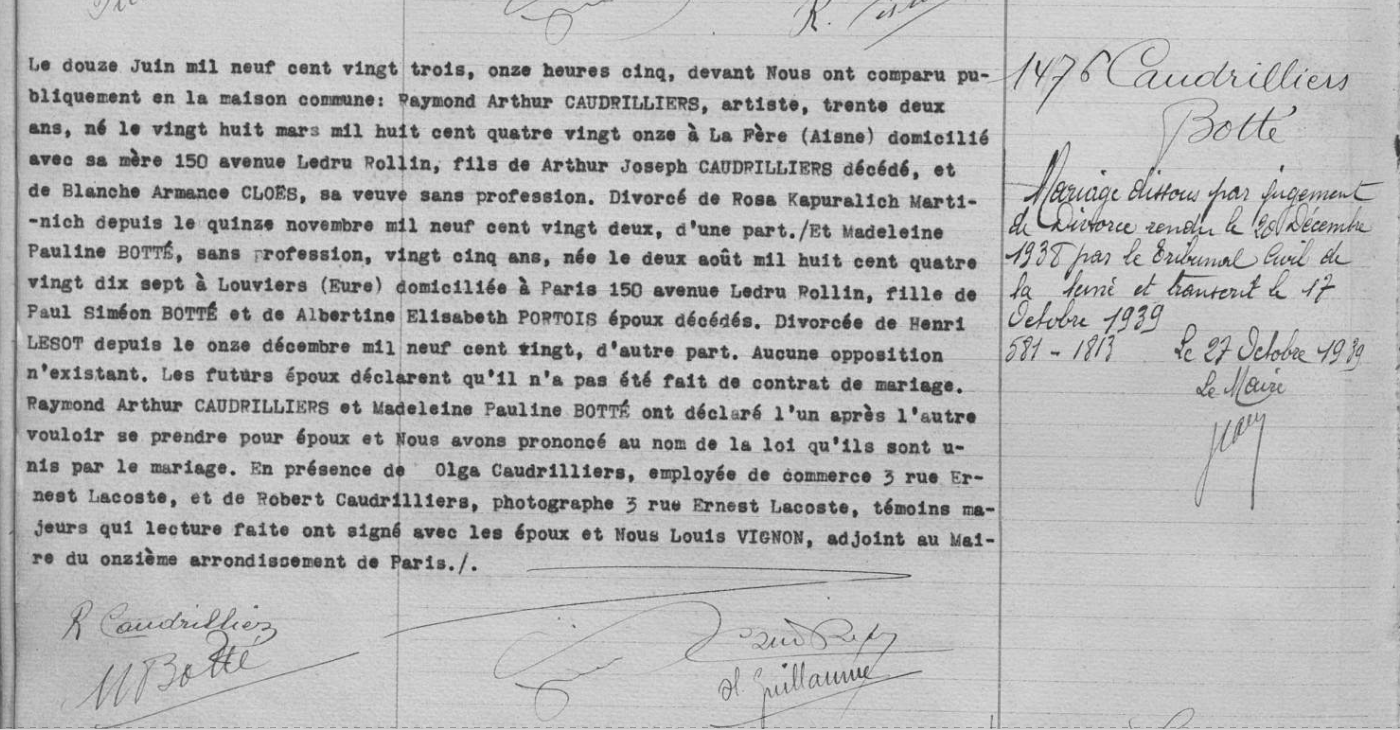
Acte de mariage d'Aimos et Madeleine Pauline Botté

Il est inhumé au cimetière de Chennevières-sur-Marne (Val-de-Marne) où il s'était fait construire une maison, la "Villa Chez Nous", au début des années 1930.
Aimos est le frère du journaliste Robert Caudrilliers (1888-1959), chevalier de la Légion d'Honneur, considéré comme le pionnier du reportage photographique sportif en France. Il reste en particulier connu pour avoir réalisé en 1908 le premier reportage photographique en avion et en 1910 pour avoir été à bord du premier vol aérien de ville à ville avec un passager.

## Filmographie
- 1910 : Pendaison à Jefferson City de Jean Durand
- 1912 : Onésime et le Nourrisson de la nourrice indigne de Jean Durand
- 1912 : Onésime a un duel à l'américaine de Jean Durand : un homme dans le salon
- 1912 : Onésime horloger de Jean Durand
- 1922 : Vingt Ans après d'Henri Diamant-Berger
- 1930 : Sous les toits de Paris de René Clair : un gars du « milieu »
- 1930 : Accusée, levez-vous ! de Maurice Tourneur : le joueur de belote
- 1931 : Bric-a-brac et compagnie d'André Chotin : le préposé aux réverbères
- 1931 : Mistigri de Harry Lachman
- 1932 : Les Croix de bois de Raymond Bernard : le soldat Fouillard
- 1932 : Pas de femmes de Mario Bonnard : Albert
- 1932 : Les As du turf de Serge de Poligny
- 1932 : Le Champion du régiment de Henry Wulschleger : le caporal Tiroir
- 1933 : Rivaux de la piste de Serge de Poligny : Alex
- 1933 : Quatorze juillet de René Clair : Charles
- 1933 : Un certain monsieur Grant de Gerhard Lamprecht et Roger Le Bon : Charlie
- 1933 : L'Étoile de Valencia de Serge de Poligny : un matelot
- 1934 : Le Secret des Woronzeff de Arthur Robison et André Beucler
- 1934 : Taxi de minuit d'Albert Valentin
- 1934 : Le Paquebot Tenacity de Julien Duvivier : un joueur
- 1934 : Nuit de mai d'Henri Chomette et Gustav Ucicky : Stumm
- 1934 : Le Dernier Milliardaire de René Clair : le mendiant
- 1934 : Au bout du monde d'Henri Chomette et Gustav Ucicky : le hussard
- 1934 : La Garnison amoureuse de Max de Vaucorbeil : le portier de l'hôtel du Lion
- 1934 : Le Miroir aux alouettes de Hans Steinhoff et Roger Le Bon : Dimitri
- 1934 : L'Auberge du petit dragon de Jean de Limur
- 1935 : Barcarolle de Gerhard Lamprecht
- 1935 : Sous la griffe de Christian-Jaque : Marcel
- 1935 : Amants et Voleurs de Raymond Bernard : un clochard
- 1935 : Justin de Marseille de Maurice Tourneur : le fada
- 1935 : La Bandera de Julien Duvivier : Marcel Mulot
- 1935 : Les Yeux noirs de Victor Tourjansky : un serveur du restaurant
- 1935 : L'Équipage d'Anatole Litvak : le crieur de journaux
- 1935 : Une bonne affaire, court métrage de Victor de Fast
- 1935 : Soirée de gala, court métrage de Victor de Fast : Paulo
- 1935 : Taxi de minuit de Albert Valentin
- 1936 : Sous les yeux d'Occident / Razumov de Marc Allégret : le clochard
- 1936 : La Reine des resquilleuses de Marco de Gastyne : Georges
- 1936 : Puits en flammes de Victor Tourjansky : Yanko
- 1936 : L'Homme sans cœur de Léo Joannon : Rouskiki
- 1936 : Le Grand Refrain de Robert Siodmak : le clochard
- 1936 : Le Golem de Julien Duvivier : Toussaint
- 1936 : Mayerling d'Anatole Litvak : le 1er policier
- 1936 : Les Bateliers de la Volga de Vladimir Strizhevsky : Broïnka
- 1936 : La Belle Équipe de Julien Duvivier : Raymond dit Tintin
- 1936 : Les Amants terribles de Marc Allégret : le gendarme
- 1936 : Les Mutinés de l'Elseneur de Pierre Chenal : un marin
- 1936 : Les Gais Lurons de Paul Martin et Jacques Natanson
- 1936 : La Brigade en jupons de Jean de Limur
- 1937 : À nous deux, madame la vie de René Guissart et Yves Mirande : Toto, un prisonnier
- 1937 : L'Homme à abattre de Léon Mathot : Vic
- 1937 : La Fille de la Madelon de Jean Mugeli et Georges Pallu : Mochu
- 1937 : Feu ! de Jacques de Baroncelli : Sabin
- 1937 : Arsène Lupin détective d'Henri Diamant-Berger : l'ami de Barnett
- 1937 : Aloha, le chant des îles de Léon Mathot : Pantois
- 1937 : L'Homme du jour de Julien Duvivier : le vieil acteur
- 1937 : Courrier Sud de Pierre Billon : le sergent
- 1937 : Le Mensonge de Nina Petrovna de Victor Tourjansky : le berger
- 1937 : L'Appel de la vie de Georges Neveux
- 1937 : Le Gagnant, moyen métrage de Yves Allégret : le préparateur
- 1938 : Titin des Martigues de René Pujol : Dix-de-Der
- 1938 : Un gosse en or de Georges Pallu : Meunier
- 1938 : Sommes-nous défendus ? de Jean Loubignac : un client du café
- 1938 : Les Rois de la flotte de René Pujol
- 1938 : Grisou / Les hommes sans soleil de Maurice de Canonge : Demuysère
- 1938 : Gosse de riche de Maurice de Canonge : Caillat
- 1938 : Ceux de demain de Adelqui Migliar et Georges Pallu : Belette, le moniteur de l'école
- 1938 : Le Capitaine Benoît de Maurice de Canonge : Vic, le policier
- 1938 : Mon curé chez les riches de Jean Boyer : Triboulet
- 1938 : Bossemans et Coppenolle de Gaston Schoukens : l'entraîneur du Daring
- 1938 : Alerte en Méditerranée de Léo Joannon : Huguenin
- 1938 : Chéri-Bibi de Léon Mathot : La Ficelle
- 1938 : Les Gens du voyage de Jacques Feyder
- 1938 : Tempête sur l'Asie de Richard Oswald : Pierre, le pickpocket
- 1938 : Le Quai des brumes de Marcel Carné : Quart-Vittel
- 1938 : La Maison du Maltais de Pierre Chenal : Gégène
- 1938 : Katia de Maurice Tourneur : l'ouvrier parisien
- 1938 : La Route enchantée de Pierre Caron
- 1938 : Accord final de Ignacy Rosenkranz : le chauffeur
- 1938 : Ultimatum de Robert Wiene
- 1939 : Thérèse Martin de Maurice de Canonge : Joseph
- 1939 : Le Paradis des voleurs de Lucien-Charles Marsoudet : Hercule
- 1939 : Le monde tremblera / La Révolte des vivants de Richard Pottier : l'Escarpe
- 1939 : Une java de Claude Orval : Frédo
- 1939 : Raphaël le tatoué de Christian-Jaque : Albert Musse
- 1939 : Les Gangsters du château d'If de René Pujol : Dédé
- 1939 : Rappel immédiat de Léon Mathot : l'électricien
- 1939 : Dédé la musique d'André Berthomieu : Joe la Combine
- 1939 : Ils étaient neuf célibataires de Sacha Guitry : Agénor
- 1939 : Les Trois Tambours / Vive la Nation de Maurice de Canonge : l'engagé volontaire
- 1939 : Sidi-Brahim / L'Esprit de Sidi-Brahim de Marc Didier : l'adjudant Brochard
- 1939 : Ma tante dictateur de René Pujol : Voiturin, le barbier
- 1939 : Le Déserteur (ou Je t'attendrai) de Léonide Moguy : le sergent Lecoeur
- 1940 : Le Feu de paille de Jean Benoît-Lévy : Guérétrain
- 1940 : Young Man's Fancy de Robert Stevenson : le clochard
- 1940 : L'Émigrante de Léo Joannon : un employé
- 1940 : Le Roi des galéjeurs de Fernand Rivers : Falinette
- 1940 : De Mayerling à Sarajevo de Max Ophüls : le valet de François-Ferdinand
- 1940 : Frères d'Afrique, film resté inachevé de Aimée Navarra
- 1940 : Le Café du port de Jean Choux : La Puce
- 1941 : Ceux du ciel de Yvan Noé : Potel
- 1941 : L'Embuscade de Fernand Rivers : un mécano
- 1942 : Pension Jonas de Pierre Caron : l'organisateur
- 1942 : La Femme que j'ai le plus aimée de Robert Vernay : le modèle
- 1942 : Monsieur La Souris de Georges Lacombe : Cupidon
- 1942 : L'Appel du bled de Maurice Gleize : le livreur
- 1942 : Destin, film resté inachevé de Marc Didier et Charles Boulet
- 1943 : Coup de feu dans la nuit de Robert Péguy : Fortin
- 1943 : À la belle frégate d'Albert Valentin : le muet
- 1943 : Lumière d'été de Jean Grémillon : Ernest
- 1944 : Les Petites du quai aux fleurs de Marc Allégret : l'homme qui rapporte le sac
- 1944 : Le mort ne reçoit plus de Jean Tarride : Raymond le raccourci
- 1945 : Fausse Alerte de Jacques de Baroncelli (tourné en 1940) : Honoré Petru
- 1945 : Bifur 3 de Maurice Cam : Gustave